# Vilho Lampi
Vilho Henrik Lampi (Oulu, 1898. július 19. – Oulu, 1936. március 17.) finn festő. Önarcképei és liminkai tájat és embereket ábrázoló festményei tették híressé.

## Élete
Az Észak-Finnországi Ouluban született Maria és Anton Lampi legidősebb fiaként. Amikor tizenegy éves volt, a család Liminkába költözött, ahol az apja egy tanyát vásárolt. 1921 és 1925 között a helsinki Képzőművészeti Akadémián tanult; ebben az időben leginkább impresszionista stílusban festett. Tanulmányai végeztével visszatért Liminkába, ahol a gazdaságban dolgozott, és tovább festett; 1929 és 1931 között már heroikus stílusban.
Tanulóévei alatt több csoportos kiállításon szerepelt képeivel. Egyedüli önálló kiállítására 1931. január - februárban került sor Ouluban, ahol a kiállított 53 festménynek majdnem fele elkelt. Ez lehetővé tette Lampi számára, hogy Párizsba utazzon, és a március - májusi időszakot a Montparnasse-on festéssel töltse. Utazása közben berlini és brüsszeli múzeumokat is felkeresett. 1933-ban és 1934-ben ösztöndíjban részesült, és továbbra is főállásban tudott festeni. Műveit külföldön, Lettországban, Németországban és a Szovjetunióban is kiállították.
Noha reményteli jövő állt előtte, Lampi 1936. március 17-én öngyilkos lett. Ouluba utazott, hogy ott művészbarátaival találkozzon, de senkit nem sikerült elérnie. Egy hídról az Oulujokiba ugrott; holttestét csak május 5-én, az olvadás után találták meg.
1936 decemberében művésztársai kiállítást rendeztek műveiből, de  után Lampi több évtizeden át feledésbe merült, és csak az 1950-es években fedezték fel ismét. Paavo Rintala Jumala on kauneus (Isten a szépség) című regényével valóságos kultuszt teremtett Lampi alakja köré. Azóta az 1930-as évek egyik legfontosabb művészeként tartják számon. Liminkában múzeumot tartanak fenn a tiszteletére.

## Fő művei
| Kép | Cím                                 | Év         | Méret            | Hely                               |
| --- | ----------------------------------- | ---------- | ---------------- | ---------------------------------- |
|     | Pokkasakki                          | 1929       | 117 × 126 cm     | Képzőművészeti Múzeum, Oulu        |
|     | Iänkaikkinen ikävä                  | 1930       | 35 × 49 cm       | Képzőművészeti Múzeum, Oulu        |
|     | Viinankeittäjät                     | 1930       | 136 × 164 cm     | Képzőművészeti Múzeum, Oulu        |
|     | Hevoshuijarit                       | 1930       | 187 × 136 cm     | Aineen Múzeum, Tornio              |
|     | Sianhirtto                          | 1930       | 101 × 107 cm     | Magángyűjtemény                    |
|     | Mestaaja                            | 1930       | 91,5 × 91,5 cm   | Képzőművészeti Múzeum, Oulu        |
|     | Itsemurhaaja                        | 1930 körül |                  | Aineen Múzeum, Tornio              |
|     | Siltatanssit                        | 1930       | 82 × 96 cm       | Ateneum, Helsinki                  |
|     | Pitäjän keisari                     | 1930       | 108 × 104 cm     | Vilho Lampi Múzeum, Liminka        |
|     | Omakuva                             | 1930       | 149 x 84 cm      | Magángyűjtemény                    |
|     | Yö Retuperällä                      | 1930       | 47 × 61 cm       | Magángyűjtemény                    |
|     | Ikkuna Pariisista                   | 1931       | 61 × 48 cm       | Vilho Lampi Múzeum, Liminka        |
|     | Sininen ämpäri                      | 1931       | 69,5 × 56 cm     | Kaleva újság                       |
|     | Omakuva                             | 1932       | 81,5 × 54 cm     | Képzőművészeti Múzeum, Turku       |
|     | Maija ja ruusu                      | 1932       | 72 × 56 cm       | Képzőművészeti Múzeum, Oulu        |
|     | Asetelma                            | 1933       | 44,50 × 51,00 cm | Ateneum, Helsinki                  |
|     | Tyttö jään reunalla (Lapsifantasia) | 1933       | 36,5 × 47 cm     | Magángyűjtemény                    |
|     | Gramofoni                           | 1933       |                  | Modern Művészetek Múzeuma, Tampere |
|     | Liminganjoki                        | 1934       | 44 × 62,5 cm     | Képzőművészeti Múzeum, Helsinki    |
|     | Raita                               | 1934       | 44 × 62 cm       | Ateneum, Helsinki                  |
|     | Omakuva                             | 1934       | 43 × 65,5 cm     | Vilho Lampi Múzeum, Liminka        |
|     | Äidin haudalla                      | 1934       | 197 × 137 cm     | Képzőművészeti Múzeum, Oulu        |
|     | Saunan katto                        | 1935       | 55 × 69 cm       | Ateneum, Helsinki                  |

## Fordítás
- Ez a szócikk részben vagy egészben  a   Vilho Lampi  című német Wikipédia-szócikk ezen változatának fordításán alapul.  Az eredeti cikk szerkesztőit annak laptörténete sorolja fel. Ez a jelzés csupán a megfogalmazás eredetét és a szerzői jogokat jelzi, nem szolgál a cikkben szereplő információk forrásmegjelöléseként.
- Ez a szócikk részben vagy egészben  a   Vilho Lampi  című francia Wikipédia-szócikk ezen változatának fordításán alapul.  Az eredeti cikk szerkesztőit annak laptörténete sorolja fel. Ez a jelzés csupán a megfogalmazás eredetét és a szerzői jogokat jelzi, nem szolgál a cikkben szereplő információk forrásmegjelöléseként.